# Ingo J. Biermann
Ingo J. Biermann (* 1978 in Stuttgart) ist ein deutscher Filmemacher. Er tritt meist als IJ.Biermann, in seiner Funktion als Produzent und bei der Nennung in den Titelsequenzen einiger Filme auch als IJB in Erscheinung.

## Leben
Biermann begann seine Laufbahn im Filmbereich mit Experimentalfilmen und als Mitarbeiter bei Regisseuren wie Rosa von Praunheim und Fernsehproduktionen wie Network Movie, bevor er 2002 mit Zwischen Flieder wandern und singen (mit Maxim Mehmet in der Hauptrolle) sein Regiedebüt gab. Es folgten Kurzfilme und halblange Spielfilme wie Coda und Deed Poll (mit Barbara Kowa und André Schneider), die auch international Beachtung fanden. Ab 2004 studierte er an der Deutschen Film- und Fernsehakademie in Berlin unter Direktor Hartmut Bitomsky bei Claire Denis, Andres Veiel und Christian Petzold. Filme von ihm wurden seither bei ARTE, im RBB und im WDR ausgestrahlt bzw. entstanden in Co-Produktion mit diesen Sendern.
Unter der Mentorenschaft von Béla Tarr drehte Biermann 2008 den Spielfilm Faust. Der Tragödie erster Teil, eine Adaption von Johann Wolfgang Goethes gleichnamiger klassischer Tragödie mit Adolfo Assor und Robert Gwisdek in den Hauptrollen. Sein Kurzfilm Geliebte erhielt 2009 von der Deutschen Film- und Medienbewertungsstelle das Prädikat „besonders wertvoll“ und wurde im Mai 2010 von German Films während des Internationalen Filmfestivals in Cannes präsentiert. Biermann hat etwa 90 kurze, halblange und abendfüllende Spielfilme inszeniert.
Zuletzt arbeitete er vorwiegend im Dokumentarfilmbereich, drehte von 2008 bis 2009 den Dokumentarfilm Nocturne über die Arbeit des auf Neue Musik spezialisierten Berliner Kairos Quartett, sowie 2010 den auch feministisch motivierten Film Neun Frauen über neun Künstlerinnen zwischen 25 und Anfang 30, darunter die Regisseurin Lisa Nielebock, die Medienkünstlerin Manuela Kasemir, die Autorin Elisabeth Rank und die Komponistin Birke J. Bertelsmeier.
Von Frühjahr 2010 bis Sommer 2013 drehte Biermann in deutsch-norwegischer Co-Produktion den Kinodokumentarfilm Voice über die Komponistin, Performancekünstlerin und Jazzmusikerin Maja Ratkje. Parallel drehte Biermann einen Tour- bzw. Konzertfilm über die gemeinsame Europatournee (Black Oyster Tour) der beiden norwegischen Elektronik- bzw. Experimentalmusiker Alexander Rishaug und Erik Skodvin alias Svarte Greiner.
Im Sommer 2012 drehte Biermann in Nordnorwegen den Spielfilm Nordland, ein Roadmovie von Kirkenes, der östlichsten Stadt Norwegens, bis nach Å, am Ende der Lofoten, in der Hauptrolle Odine Johne. Der von der FFA geförderte Film entstand als erste offizielle Produktion seiner eigenen Firma Myrland Films, in Co-Produktion mit den in Zürich ansässigen Filmemacherinnen Gabriel Baur und Iliana Estañol.
Gelegentlich arbeitete er als Kameramann für andere Filmemacher (Ralf Stadler, Benjamin Knight, We're all going to die) Konzertaufnahmen von Bands und Musikfestivals, v. a. in Norwegen (z. B. Punkt, Tape To Zero), sowie als Regisseur von Musikvideos (z. B. Simonne Jones, Eivind Aarset). Von 2010 bis 2021 war er auch als Autor für das Webmagazin Nordische Musik aktiv, wo er Rezensionen und Interviews über skandinavische Musiker und Komponisten verfasste.
Biermann lebt mit der Künstlerin Fiene Scharp und der gemeinsamen Tochter in Berlin-Schöneberg.

## Filmografie (Auswahl)
fiktionale Kurz- und Langfilme

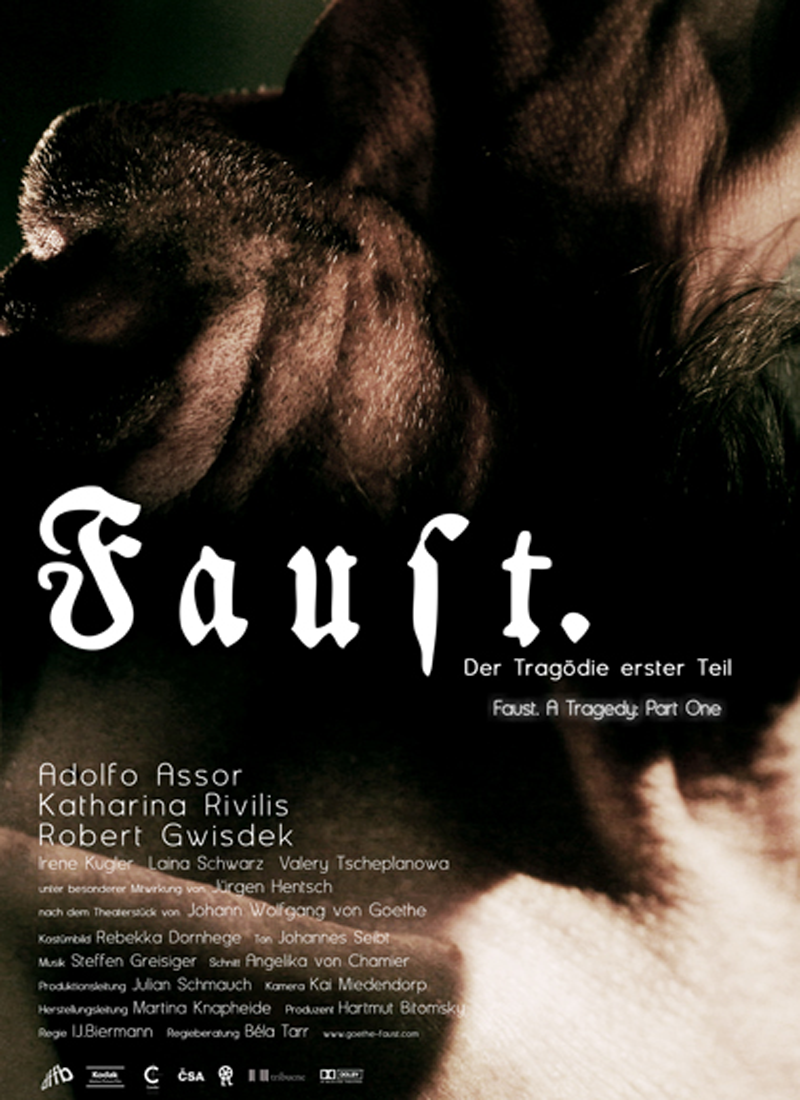
Filmplakat der Faust-Adaption

- 2002: Zwischen Flieder wandern und singen
- 2003: Coda
- 2004: Deed Poll
- 2005: Stuart Dee[19]
- 2005: Etüden op.18 – Breaking Glass, Pulsar, Klavierstunde
- 2006: Vor dem Konzert
- 2007: Glastage
- 2009: Faust. Der Tragödie erster Teil
- 2009: Geliebte
- 2012: Gated[20]
- 2013: Nordland[21]
- 2024: For The Drama (Miniserie für ARD Kultur/3sat)[22]

Dokumentar- und Musikfilme
- 2005: Largo e mesto[23][24]
- 2009: Hölderlin-Fragmente (nach Wolfgang Rihm und Textfragmenten von Friedrich Hölderlin)[25][26]
- 2010: Nocturne
- 2010/12: Neun Frauen[27]
- 2011: Normannenstraße (Co-Regie mit Fiene Scharp)
- 2012: Black Oyster (Tourfilm bzw. Konzertfilm)
- 2013: zwei Kurzfilme über Architektur für die Ausstellung Kultur:Stadt in der Akademie der Künste (Berlin), über das Kunsthaus Graz und das Radialsystem V in Berlin[28]
- 2013: PHED – A Signature Building (Dokumentarfilm über den Bauprozess eines Passivhauses)[29]
- 2014: Voice – Sculpting Sound with Maja S. K. Ratkje
- 2014: Spielweisen. Gespräche mit Schauspielern (Reihe aus zehn dokumentarischen Filmen über Schauspieler, jeweils 30 Minuten, mit Sepp Bierbichler, Edith Clever, Maren Eggert, Jens Harzer, Fabian Hinrichs, Sandra Hüller, Signa Köstler, Ulrich Matthes, Joachim Meyerhoff und Wiebke Puls, von September bis Dezember 2014 im Rahmen der Ausstellung zum Akademie-Schwerpunkt Schwindel der Wirklichkeit in der Akademie der Künste (Berlin) zu sehen waren und in Form einer 2-DVD-Edition veröffentlicht[30])
- 2019/20: ECM50 | 1969-2019 (50-teilige Dokumentarfilmreihe zum 50. Jubiläum von ECM Records)[31]
- 2020: Havsang (mittellanger Dokumentarfilm)
- 2022: Abend über Potsdam (mittellanger Dokumentarfilm in Zusammenarbeit mit Performance-Künstlerin Ellen Kobe)
- 2023: Phantasmagoria Live (Konzertfilm mit Eivind Aarset 4tet)